# Pieter Vanderghinste
Peter ou Pieter Vanderghinste ou Van der Ghinste, né à Courtrai en 1789 et mort dans sa ville natale le 22 octobre 1860, est un compositeur actif au royaume des Pays-Bas et en Belgique.

## Vie et œuvres

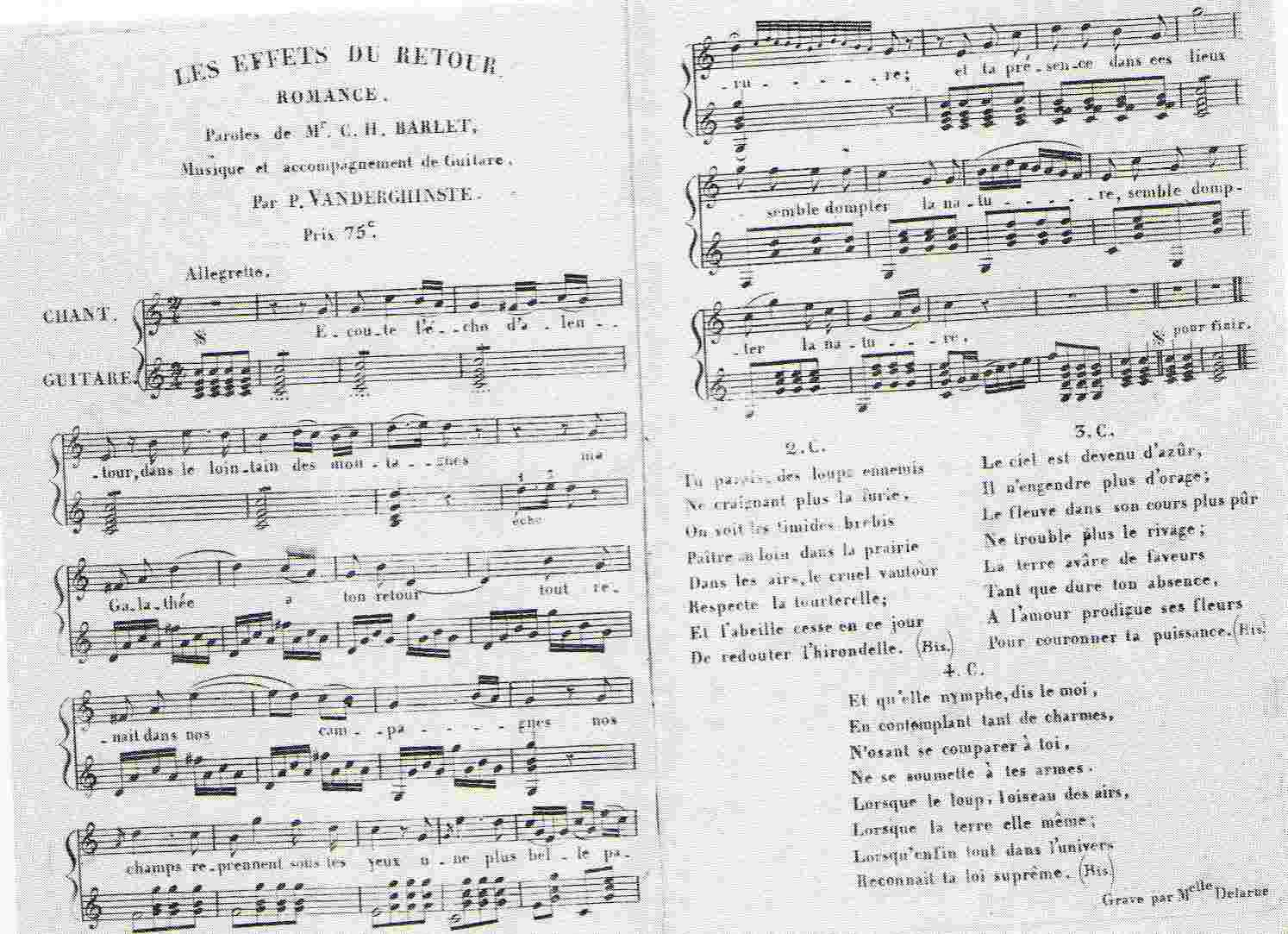
La romance Les Effets du retour, paroles de C.H. Barlet, musique et accompagnement de guitare par Pieter Vanderghinste.

Pieter Vanderghinste était autant compositeur d’œuvres liturgiques (messe, motets) que d'œuvres profanes (opéra, chansons, œuvres de circonstance…). Il a composé un opéra néerlandais, Het Pruisisch soldatenkwartier (Le Quartier des soldats prussiens) pour lequel le rhétoricien Jan-Baptist Hofman a écrit le livret ; cet opéra a été créé à Courtrai en 1816, mais on n'en conserve qu'une partition incomplète,,.
Le chœur que Pieter Vanderghinste a fondé en 1817 à Courtrai, à l'instar d'une compagnie allemande itinérante, serait la première association de ce type en Flandre. 
Comme violoniste dans un orchestre à Harelbeke, le père de Peter Benoit, compositeur flamand renommé, a joué, à part des œuvres de compositeurs d'envergure internationale, celles de Vanderghinste. Entre 1847 et 1851, à l’époque où il était élève du pianiste et organiste Pieter Carlier de Desselgem, Peter Benoit aurait lui-même été en contact avec Vanderghinste et plusieurs autres compositeurs de Courtrai.
Il est le beau-père du peintre courtraisien Auguste Velghe (1831-1912).

## Ressources

### Sources
- (nl) MADDENS, Jan, et Klaas MADDENS. « Pieter Vanderghinste », Vlaanderen, année 15, no  90, novembre 1966, p. 378-381.
- « Œuvres de Pieter Vanderghinste »(Archive.org • Wikiwix • Archive.is • Google • Que faire ?) dans la Bibliothèque royale de Belgique.